# DMAX
DMAX è una rete televisiva tematica, di proprietà del gruppo Warner Bros. Discovery, disponibile in diversi Paesi.
L'emittente televisiva, nata sulle ceneri del vecchio canale tedesco XXP poi acquisito da Discovery, è disponibile in Germania, Austria e Svizzera dal 2006, nel Regno Unito e Irlanda dal 2008, in Italia dal 2011, in Asia dal 2014 e in Spagna dal 12 gennaio 2012 (inizialmente come Discovery MAX, poi come DMAX da settembre 2016 unificando così l'immagine di tutti i canali del gruppo).